# Родіонов Олександр Діомидович
Родіонов Олександр Діомидович (19 століття — ) — російський яхтсмен.
Бронзовий призер Олімпійських Ігор 1912 року в класі 10 метрів.